# ناحية مركز دير الزور
ناحية مركز دير الزور إحدى نواحي سوريا تتبع إداريّاً لمحافظة دير الزور منطقة دير الزور ومركزها مدينة دير الزور، بلغ تعداد سكان الناحية 239,196 نسمة حسب التعداد السكاني لعام 2004.

## مدن وبلدات وقرى ناحية مركز دير الزور
عضمان، عياش، البغيلية، دير الزور، الجفرة، الجيعة، الجنينة، جولة الغر، حطلة، كبا جب، المعيشية، معيزيلة، شقرة، سفيرة فوقاني.